# Filip iz Montmorencyja, grof Hoornski
Filip Montmorencijski (tudi Philip Montmorencijski ali Filip Horneški) (rojen verjetno na gradu Ooidonk v Deinzeju, 1524 - Bruselj, 5. junij 1568), bolj znan kot grof Horneški in v manjši meri tudi kot grof Hoorneški, je bil vojak in državnik v habsburški Nizozemski tik pred začetkom osemdesetletne vojne. Nekateri viri omenjajo 1518 kot letnico rojstva.

## Ime
Ime "Horne" ali "Hoorne" se nanaša na grofijo Horn, ki je dobila ime po limburški vasi Horn, kjer še vedno stoji rodovni grad gospodov Horneških. Filip Montmorencijski je podedoval ta lieški fevd po grofu Janezu Horneškem, drugem možu svoje matere Ane Egmontske. Grof ni imel nobene zveze z mestom Hoorn. Ime Horn izvira iz limburškega mesta Horn, ki se nahaja med Roermondom in Weertom. Živel je v Weertu in je tam tudi pokopan.

## Življenjepis
Filip Montmorencijski-Nevelejski, grof Horneški, je bil sin Jožefa Montmorencijskega, gospoda Nevelejskega . Njegova mati Ana Egmontska, hči Florisa Egmontskega, se je ponovno poročila z Janezom (1480-1540), grofom Horneškim, ki je tako svojemu pastorku zapustil grofijo Horne in gospoščine Heusden, Altena in Weert. Leta 1546 se je poročil z Valburgo Nieuwenaarsko. Filip je bil paž, pozneje komornik na dvoru cesarja Karla V.
Življenje grofa Horneškega kaže veliko podobnosti z življenjem njegovega prijatelja grofa Lamorala Egmontskega, s katerim bo na koncu umrl.
Grof Horneški je bil prvotno poveljnik vojske Flandrije. Leta 1555 je postal stadtholder (vojaški guverner) Vojvodine Gelders in leta 1556 vitez reda zlatega runa. Leta 1558 je nasledil Maksimilijana II. Burgundskega kot nizozemski admiral in bil vrhovni poveljnik flote, ki je leta 1559 prepeljala španskega kralja Filipa II. iz Nizozemske v Španijo. Dosegel je nekaj velikih uspehov in v zahvalo je bil leta 1561 imenovan za člana državnega sveta Nizozemske. 

### Upor
V Državnem svetu je skupaj z Viljemom Oranskim in grofom Egmontskim oblikoval triumvirat (Liga velikih), ki se je uprla politiki kardinala Antoina Perrenota Granvella, škofa Arrasa, ki je v Flandriji uvedel inkvizicijo. Po odstavitvi se je grof Horneški še naprej upiral španskemu vladarju: v znak protesta je predal svoje značke z zlatim runom. Bil je prisoten na srečanjih v Bredi in Hoogstratnu. Kalvinistom v Tournaiu je dovolil graditi cerkve zunaj obzidja, kar je kasneje postala ena od obtožb proti njemu.
Grof Horneški je ostal vse življenje prepričan katoličan. Toda zaradi njegove politike tolerance do protestantov in rednih odsotnosti v Weertu je pod njegovo vladavino prerasel v trdnjavo reformacije. To se je zgodilo pod vodstvom grofic Ane Egmontske (njegove matere) in Valburge Nieuwenaarske (njegove žene). Zaradi tega je bil ikonoklazem v Weertu še posebej intenziven v primerjavi z drugimi mesti. Po ikonoklazmu je grof Horneški zasledoval politiko, usmerjeno v ponovno vzpostavitev katoliške oblasti, saj ni mogel tolerirati zatiranja svojih katoliških sovernikov in je moral pokazati svojo zvestobo tudi Margareti Parmski.
Španski kralj Filip II. je poslal vojvodo Alvo na Nizozemsko, da bi uredil stvari. Viljem Oranski je pobegnil iz Bruslja; Egmontski in Horneški sta se odločila, da ne bosta pobegnila. Alva je skoraj takoj po prihodu, 9. septembra 1567, dal aretirati grofa Egmontskega, njegovega tajnika Janeza Casembrootskega in grofa Horneškega. To se je zgodilo pod lažno pretvezo: Alva je napovedala sestanek, da bi ob obroku razpravljali o situaciji. Aretirali so jih in privedli pred Svet terorja zaradi veleizdaje. Oba sta bila premeščena na španski grad v Gentu. Tam sta Horneškega 10. in 11. novembra zasliševala Juan de Vargas in Louis del Rio, voditelja Sveta terorja, ki sta bila za ta namen posebej pooblaščena. Zaman so se sklicevali na svojo imuniteto kot vitezi reda zlatega runa.
Čeprav je Horneški do konca ostal katoličan in trdil, da je zvest španskemu kralju, je bil skupaj z grofom Egmontskim kljub številnim protestom drugih plemičev obsojen na smrt. 3. junija 1568 so ga s španskega gradu premestili v Bruselj in zaprli v Broodhuis. 4. junija je španski guverner Alva podpisal smrtno obsodbo. V motivaciji sta bili glavni točki njegova podpora zavezi prisege in strpno vedenje v Tournaiju. Naslednji dan so plemiče in prijatelje kmalu drug za drugim obglavili na velikem trgu v Bruslju. Smrt Egmontskega in Horneškega je povzročila velike proteste med prebivalstvom.
Domnevali so, da je Filip Montmorencijski pokopan v koru cerkve sv. Martina v Weertu (vsaj tam se nahaja pločevinasta škatla z njegovim srcem), čeprav nedavne raziskave kažejo, da je morda samo telo pokopano  v cerkvi minoritskega samostana na Biestu (grad Nijenborgh).   Po drugi strani so leta 2020 na gradu De Aldenborgh našli kripto, kjer je bil morda pokopan Horneški.
Naslov grofa Horneškega je prešel na njegovega mlajšega brata Florisa, ki je bil v ujetništvu v Španiji. Floris je bil v Španiji, da bi pojasnil peticijo iz Zaveze plemičev o prisegi o zakonih proti protestantom. Floris je bil obsojen na smrt s strani Sveta terorja. Kralj Filip II., namesto da bi mu dovolil, da se vrne na Nizozemsko in se sooči s smrtno kaznijo, ga je leta 1570 na skrivaj dal ubiti z zadavitvijo in razširil govorice, da je podlegel bolezni.